# Aulacophora coomani
Aulacophora coomani es un coleóptero de la familia Chrysomelidae.
Fue descrita científicamente por primera vez en 1929 por Laboissiere.